# Dolomedes mirificus
Dolomedes mirificus är en spindelart som beskrevs av Charles Athanase Walckenaer 1837. Dolomedes mirificus ingår i släktet Dolomedes och familjen vårdnätsspindlar. Inga underarter finns listade i Catalogue of Life.